# Culex educator
Culex educator är en tvåvingeart som beskrevs av Dyar och Frederick Knab 1906. Culex educator ingår i släktet Culex och familjen stickmyggor. Inga underarter finns listade i Catalogue of Life.